# Sıdıklıküçükboğaz, Kırşehir
Sıdıklıküçükboğaz là một xã thuộc thành phố Kırşehir, tỉnh Kırşehir, Thổ Nhĩ Kỳ. Dân số thời điểm năm 2010 là 123 người.